# Zhuaji
Die Großgemeinde Zhuaji (chinesisch 抓吉镇, Pinyin Zhuājí Zhèn) liegt in der kreisfreien Stadt Fuyuan im Gebiet der bezirksfreien Stadt Jiamusi in der chinesischen Provinz Heilongjiang. Zhuaji liegt am Westufer des Ussuri.
Zhuaji hat eine Fläche von ca. 900 km² und 5.440 Einwohner (2005, Bevölkerungsdichte 6,0 Einw./km²). Der Regierungssitz der Großgemeinde befindet sich im Dorf Zhuaji, das zusammen mit dem Dorf Nangang zu den Hauptsiedlungsgebieten der Hezhen-Nationalität Chinas gehört. Die hauptsächliche wirtschaftliche Grundlage Zhuajis ist der Fischfang im Ussuri.

## Administrative Gliederung
Auf Dorfebene setzt sich Zhuaji aus neun Dörfern und drei Produktionsgruppen zusammen. Diese sind:
- Dorf Zhuaji der Hezhen (抓吉赫哲族村);
- Dorf Nangang der Hezhen (南岗赫哲族村);
- Dorf Chaoyang (朝阳村);
- Dorf Wanli (万里村);
- Dorf Dongsheng (东胜村);
- Dorf Dongxing (东兴村);
- Dorf Yongsheng (永胜村);
- Dorf Yongfeng (永丰村);
- Dorf Bagai (八盖村);
- Produktionsgruppe Beigang (北岗队);
- Produktionsgruppe Donghe (东河队);
- Produktionsgruppe Bielahong (别拉洪队).

Koordinaten: 48° 10′ N, 134° 39′ O